# Dasht-e Leili
Il Dasht-e Leili (in persiano: دشت لیلی "deserto Leili), è un deserto situato nella provincia di Jowzjan nell'Afghanistan.
È balzato alla cronaca per il massacro del Dasht-e Leili compiuto nel 2001 nella città di Sheberghan, durante l'invasione statunitense dell'Afghanistan.
Il massacro di Dasht-e-Leili fu un notevole fallimento politico, il quale fu una moderna manifestazione della lunga tradizione degli Stati Uniti di utilizzare combattenti paramilitari nei conflitti moderni. Questa tradizione, sviluppata come strategia durante la guerra fredda, non era (ed è tuttora) favorevole a un'efficace supervisione dell'Alleanza del Nord e degli alleati nativi, e quindi ha portato a eventi orribili, uno dei più notevoli dei quali è stato Dasht-e-Leili. 